# Daisuke Aono
Daisuke Aono (japanisch 青野 大介 Aono Daisuke; * 19. September 1979 in der Präfektur Ehime) ist ein ehemaliger japanischer Fußballspieler.

## Karriere
Aono erlernte das Fußballspielen in der Jugendmannschaft von Ehime FC und der Universitätsmannschaft der Kwansei-Gakuin-Universität. Seinen ersten Vertrag unterschrieb er 2002 bei Gamba Osaka. Der Verein spielte in der höchsten Liga des Landes, der J1 League. 2004 wechselte er zum Ligakonkurrenten Vissel Kobe. 2005 wechselte er zum Ligakonkurrenten Albirex Niigata. Für den Verein absolvierte er 16 Erstligaspiele. 2007 wechselte er zum Zweitligisten Ehime FC. Für den Verein absolvierte er 70 Ligaspiele. Anfang 2010 beendete er seine Karriere als Fußballspieler.